# きえる快速車
- 藤子不二雄 > 連載 > きえる快速車

『きえる快速車』は、原作：久米みのる、作画：藤子不二雄（合作）による日本のカーアクション漫画。
週刊少年マガジン（講談社）において、1963年3/17号から6/23号まで連載された。
ゼロ戦の技術で作られたエンゼル号が、世界の強豪たちとレースで競ったり、悪人と戦う作品。
2人で1人の漫画家、藤子不二雄の初期の傑作の一つ。
安孫子がメインで執筆しているが、藤本も数多くのキャラクターを作画担当し、藤本がほぼ描いているページも存在するなど、藤子不二雄の合作の中では分担比率の偏りが少ない部類に入る。
安孫子作画の勇ましい少年に、藤本作画の美しい少女が抱きつく場面等を見られる稀有な作品。
藤子のコンビ解消後は、権利の都合上藤子不二雄Ⓐ（安孫子素雄）作品として扱われている。
合作作品としての認知度が低く、合作比率が高い割に、語られる機会は決して多くない。
「藤子不二雄Ⓐデジタルセレクション」の『きえる快速車』全2巻で読むことができる。扉を除く漫画本編の総ページ数は223ページ。
原作者として久米みのるがクレジットされているが、元々の小説等があったわけではなく、藤子不二雄の連載漫画用に原作が執筆されている。
このことは藤子不二雄の著書『まんが きみもまんががかける！《入門編》』（若木書房1976年）に詳しく、P.187では「原作つき漫画」の例として『きえる快速車』の原作の原稿（マス目の原稿用紙に執筆されている）が紹介されている。それによると、エンゼル号の初登場シーンは「全身が、銀色の車体が、照明で一段と輝いている。今まで、見たことのない、どくとくのスタイル!!」とだけ書かれており、藤子はそれに対し「マンガではそれをハッキリと絵にしなければならない」と述べている。また、すべての場面が原作に記されていたわけではない（例えば作品冒頭で零太郎の妹が熱海清に賞状を渡すギャグシーンは、熱海清のキャラクターを読者に印象づけるために藤子が追加した場面である）ことが語られている。

## 登場人物
※人物名の後ろのアルファベットは「A：安孫子素雄」「F：藤本弘」が作画を担当していることを表す。
坂口零太郎（れいたろう） - A
エンゼル号のパイロット（ドライバー）。主人公。
熱海清（あつみ きよし） - F
零太郎と行動を共にする相棒。坂口技師の助手として登場するが、後に本田宗一郎からサラリーをもらう立場となる。名前からモデルは渥美清と考えられる（藤本は『男はつらいよ』のファンとしても知られる）。一部の回では安孫子が作画している。
坂口技師 - A
零太郎の父。エンゼル号を開発した。
坂口の妻 - F
零太郎の母。エンゼル号の完成を、夫と手を握り合って喜ぶ。
坂口の娘 - F
零太郎の妹。熱海とも仲の良い明るい少女。父のことを「おとうさま」と呼んだり「パパ」と呼んだりする。
本田宗一郎 - A
本田モーター社長。
本田富士子 - F
本田宗一郎の娘。本作のヒロイン。クレオパトラと見まごうような美麗なショーパフォーマンスを披露する。
レーサー学校の先輩3人組 - F
新入りの零太郎に腹を立て、レースで勝負することになる。
力道山 - F
熱海清が20人（実際に描画されているのは14人）の姿を思い描いた実在のプロレスラー。日本プロレスの父。
ビル - A
「スピードの悪魔」とおそれられている選手。後に出てくるスピードの悪魔とは無関係。
青山技師 - A
本田宗一郎の片腕。エンゼル号を消えるように改造する。
廊下の見はり - F
丸眼鏡の男。
飛び降り自殺の野次馬 - F
熱海清が飛び降りてすぐ駆け寄ってくる地獄耳の持ち主たち。
原田 - A
警視庁機動警ら隊長。
両親のない子どもたち - F
サーキットに招待され、富士子や零太郎が披露したショーに歓声を送る。
スピードの悪魔のボス - A
設計図を狙って富士子を連れ去る。
警官たち - F
スピードの悪魔一味と銃撃戦を行う。
インデアナポリスの自動車レースに参加しているメーカーの男 - A
部品を買い占めて本田チームの邪魔をする。「本田ニ勝タスナ」が合言葉。
インデアナポリスに住む日本人家族 - A
70歳のおじいさんがエンゼル号に触りたいと望む。
藤子不二雄と似た観客 - A
喧嘩をしつつ日本を応援する。

## 登場するマシン
※作中に登場する車、オートバイ等の走行する機械。
エンゼル号
坂口技師が10年の研究の末完成させたマシン。ゼロ戦の長所を残らず取り入れる。戦争のためではなく人類の進歩に役立たせようと生まれ変わった新しいゼロ戦。状況に応じてスキーやスケート・エッジに切り替えて時速600km超の速度で走行可能。ゼロ戦と同じ1500馬力。翼を伸ばして浮力のあるガスをコックピット内に充満させることでグライダー滑降を行うこともできる。のちに改造により消える装置が追加され「きえる快速車」として活躍する。一時的な改造により水上艇として海の上を走ることもできる。ジェット・エンジン駆動。
コメット号
本田宗一郎が乗って現れたマシン。1万馬力。
がいこつ号
零太郎がレーサー学校に到着した時にサーキットを走っていた骨組だけのマシン。
ジェット・モンスター
ビルの愛車。
のこぎりオートバイ
超音波メスで前方の車を真っ二つにする恐ろしいオートバイ。
ブルーバード号
イギリスの車。最高時速800km。
チャレンジャー一世号
カルフォルニアの流星。
空飛ぶのこぎりざめ号
巨大な車輪を持つ、先端が尖った車。

## 登場する設備
※作中に登場する設備。
スピードの死刑台
レールの上を時速1000kmで走り、銛（もり）を地面に打ち込むことで一瞬でストップする訓練台。

## 全話一覧
※時間の経過と内容で分類すると下記の6つに大まかに分けられる。
- 試運転編（#1〜）
- 富士子との出会い編（#2のP14〜#3のP10）
- レーサー学校編（#3のP11〜）
- ビルとの戦い編（#5〜）
- スピードの悪魔編（#9〜）
- インディレース編（#13〜）

| 話 | サブタイトル              | ページ数 |
| -- | ------------------------- | -------- |
| 01 | エンゼル号誕生            | 14       |
| 02 | +-0（プラスマイナスゼロ） | 20       |
| 03 | ホンダ・レーサー学校      | 15       |
| 04 | スピードの死刑台          | 16       |
| 05 | ジェット・モンスター      | 13       |
| 06 | 消えるエンゼル号          | 17       |
| 07 | エンゼル対モンスター      | 14       |
| 08 | 空とぶエンゼル            | 8        |
| 09 | スピードの悪魔            | 20       |
| 10 | 超音波メス                | 14       |
| 11 | 悪魔のかくれ家            | 15       |
| 12 | ポンコツ車の活躍          | 11       |
| 13 | インディ自動車レース      | 17       |
| 14 | モンスターとの対決        | 29       |